# Северный полюс-14
Северный полюс-14 (СП-14) — советская научно-исследовательская дрейфующая станция. Открыта 1 мая 1965 года. Дрейфовала на паковом льду (сравнительно тонком и недолговечном). Закончила дрейф 12 февраля 1966 года. Прошла от 72°42′ с. ш. 175°25′ з. д. до 76°59′ с. ш. 154°49′ в. д. в общей сложности 1,040 км. Начальник экспедиции — Ю. Б. Константинов.
Станция закончила свою работу досрочно, просуществовав только десять месяцев (340 суток). Льдина, на которой находилась станция, сначала упёрлась в остров Жаннеты, а затем врезалась в остров Генриетта. После раскола льдины полярников эвакуировали вертолётом, потому что места для посадки самолёта не осталось.